# I Dinastía del País del Mar
La I Dinastía del País del Mar, o Dinastía II de Babilonia ca. 1732-1460 a. C. (cronología corta), es una dinastía muy especulativa, formada por una serie de reyes enigmáticos, atestiguada principalmente por lacónicas referencias de las lista A y lista B de reyes, y registros contemporáneos de la lista sincrónica de reyes A.117 de Asiria. La dinastía fue nombrada para la provincia del extremo sur de Babilonia, una región pantanosa, carente de grandes asentamientos, que se fue extendiendo gradualmente hacia el sur, con la sedimentación de los ríos Tigris y Éufrates. Los reyes llevaban imaginativos nombres pseudosumerios, y se remontaban a los gloriosos días de la dinastía de Isin. El tercer rey de la dinastía fue incluso nombrado como el último rey de la dinastía de Isin, Damiq-ilīšu. A pesar de estos motivos culturales, la población llevaba nombres predominantemente acadios, y hablaba y escribía en idioma acadio. Hay evidencia circunstancial de que su gobierno se extendió, al menos brevemente, a la misma Babilonia.

## La lista de reyes tradicional
| Posición | Lista real A   | Lista real B                  | Reinado propuesto | Contemporáneo a                    |
| -------- | -------------- | ----------------------------- | ----------------- | ---------------------------------- |
| 1        | Ilima[ii]      | Ilum-ma-ilī                   | 60 años           | Šamšu-iluna y Abī-ešuh (Babilonia) |
| 2        | Ittili         | Itti-ili-nībī                 | 56 años           |                                    |
| 3        | Damqili        | Damiq-ilišu II                | 36 años           | Adasi (Asiria)                     |
| 4        | Iški           | Iškibal                       | 15 años           | Bēlu-bāni (Asiria)                 |
| 5        | Šušši, hermano | Šušši                         | 26 años           | Lubaia (Asiria)                    |
| 6        | Gulki…         | Gulkišar                      | 55 años           | Šarma-Adad I (Asiria)              |
| 6a       |                | mDIŠ-U-EN                     | ?                 | LIK.KUD-Šamaš (Asiria)             |
| 7        | Peš-gal        | Pešgaldarameš, su hijo, igual | 50 años           | Bazaia (Asiria)                    |
| 8        | A-a-dàra       | Ayadaragalama, su hijo, igual | 28 años           | Lullaia (Asiria)                   |
| 9        | Ekurul         | Akurduana                     | 26 años           | Šu-Ninua (Asiria)                  |
| 10       | Melamma        | Melamkurkurra                 | 7 años            | Šarma-Adad II (Asiria)             |
| 11       | Eaga           | Ea-gam[il]                    | 9 años            | Erišum III (Asiria)                |

## Evidencia de reinados individuales
Las fuentes para esta dinastía son escasas en extremo, con evidencia insuficiente para permitir su colocación en la cronología absoluta, o para apoyar la dudosa longitud de los reinados alegados en la lista A.

### Ilum-ma-ilī
Ilum-ma-ilī, o Iluma-ilum,, el fundador de la dinastía, es conocido por la relación de sus hazañas en la Crónica de los reyes antiguos, que describe sus conflictos con los reyes babilonios contemporáneos, Šamšu-iluna y Abī-Ešuḫ. Se cree que conquistó Nippur, al final del reinado de Šamšu-iluna, ya que hay documentos legales de Nippur, fechados en su reinado.

### Damiq-ilišu
El último nombre de año sobreviviente de Ammi-ditana conmemora el «año en que (él) destruyó la muralla de la ciudad de Der, construida por el ejército de Damqi-ilišu». Es la única indicación contemporánea con la ortografía de este nombre, contrastando con lo ocurrido con su antecesor.

### Gulkišar
Gulkišar, ha dejado pocas trazas en su, aparentemente largo reinado. Un kudurru del período del rey babilonio Enlil-nādin-apli, ca. 1103-1100 a. C. se refiere a él en una  investigación promovida por el rey sobre la propiedad de una parcela de tierra.

### Pešgaldarameš y Ayadaragalama
Pešgaldarameš (“hijo de la cabra”), y Ayadaragalama (“hijo del ciervo inteligente”), fueron reyes sucesivos, descendientes de Gulkišar.
Tablillas publicadas recientemente, principalmente de la colección de Martin Schøyen, la mayor colección privada de manuscritos reunida en el siglo XX, cubre un período de 15 a 18 años, que incluyen el reinado de ambos. Incluyen cartas, recibos, libros de contabilidad,  nóminas, etc., y proporcionan nombres de año y referencias que hacen alusión a acontecimientos de la época.

### Ea-gâmil
Ea-gâmil, el último rey de la dinastía, huyó a Elam, cuando una horda de casitas, dirigida por Ulamburiaš, hermano de Kaštiliaš I, conquistó el País del Mar, y «se hizo dueño de la tierra».